# Peritassa
Peritassa es un género de plantas de flores  pertenecientes a la familia Celastraceae. Comprende 24 especies descritas y de estas, solo 13 aceptadas.

## Descripción
Son lianas, arbustos o árboles delgados con las ramas superiores escandentes, glabras. Hojas opuestas, subopuestas o suplentes, pecioladas. Las inflorescencias axilares o derivados de ramillas, pedúnculos, thirsoide-paniculada, corimbosas o cimosas. Flores hermafroditas, pequeñas, subsésiles o poco pediceladas, congestionada o laxas hacia el ápice de las ramitas finales; sépalos 5, estrechamente imbricados, suborbiculares a deltoides; pétalos 5, estrechamente imbricados, redondeado en el ápice. Frutas drupáceas, pequeñas o medianas, con 2-6 semillas, incrustadas en la pulpa mucilaginosa, anguladas, sin alas.

## Taxonomía
El género fue descrito por  John Miers y publicado en Transactions of the Linnean Society of London 28: 331, 402. 1872. La especie tipo es: Peritassa dulcis (Benth.) Miers. 

## Especies seleccionadas
- Peritassa adamantina
- Peritassa bullata
- Peritassa calypsoides
- Peritassa huanucana
- Peritassa killipii
- Peritassa peruviana
- Peritassa rorida